# فلیکس کاندلا
 فلیکس کاندلا (انگلیسی: Félix Candela؛ ۲۷ ژانویهٔ ۱۹۱۰ – ۷ دسامبر ۱۹۹۷) یک معمار، و مهندس اهل اسپانیا بود.